# Конкурс образотворчого мистецтва «ChildOpenArt»
Конкурс образотворчого мистецтва «ChildOpenArt» – конкурс-виставка образотворчого мистецтва серед дітей та юнацтва, який проходить щомісяця у м. Київ (Україна) за підтримки Міжнародної школи мистецтв «Монтессорі центр». «ChildOpenArt» - унікальна онлайн-колекція робіт образотворчого мистецтва дітей, яка на середину 2019 року налічувала більше 19 тыс. унікальних авторських картин.
Головним завданням конкурсу-виставки «ChildOpenArt» є прилучення дітей до образотворчого мистецтва, підвищення їх майстерності; виявлення, підтримка та сприяння просуванню талановитих дітей; заохочення та нагородження дітей за успіхи в навчанні образотворчому мистецтву; наповнення онлайн-галереї «ChildOpenArt» роботами учасників для популяризації образотворчого мистецтва та методичної і виставкової діяльності.

## Про конкурс
Конкурс і онлайн-галерея «ChildOpenArt» почали своє життя у 2014 році на вебплатформі пілотного проекту компанії Google - "Google Open Gallery". Можливість розвивати пілотну версію "Google Open Gallery" тоді отримали лише кілька організацій і галерей у всьому світі. З них тільки українська школа «Монтессорі центр» представляла напрямок дитячої творчості. На доопрацювання програмного забезпечення Google був потрібен рік і весь цей час компанія тісно взаємодіяла з «Монтессорі центром», опікаючи створення онлайн-галереї дитячих робіт. 18 травня 2014 року стартували перші онлайн-виставки і перші конкурси дитячих малюнків. З січня 2018 року онлайн-галерея «ChildOpenArt» стала самостійним сайтом. 
Конкурс образотворчого мистецтва «ChildOpenArt» щомісяця підбиває підсумки конкурсу та оголошує переможців. Учасники конкурсів - українські діти від 3 до 16 років, які отримують нагороди і подарунки, а онлайн-галерея кожного місяця поповнюється 300-500 новими дитячими малюнками.
У 59-му Конкурсі образотворчого мистецтва «ChildOpenArt», який відбувся в Києві (Україна) в травні 2019 року в онлайн-галереї було представлено 443 дитячі малюнки.

Конкурс образотворчого мистецтва «ChildOpenArt»
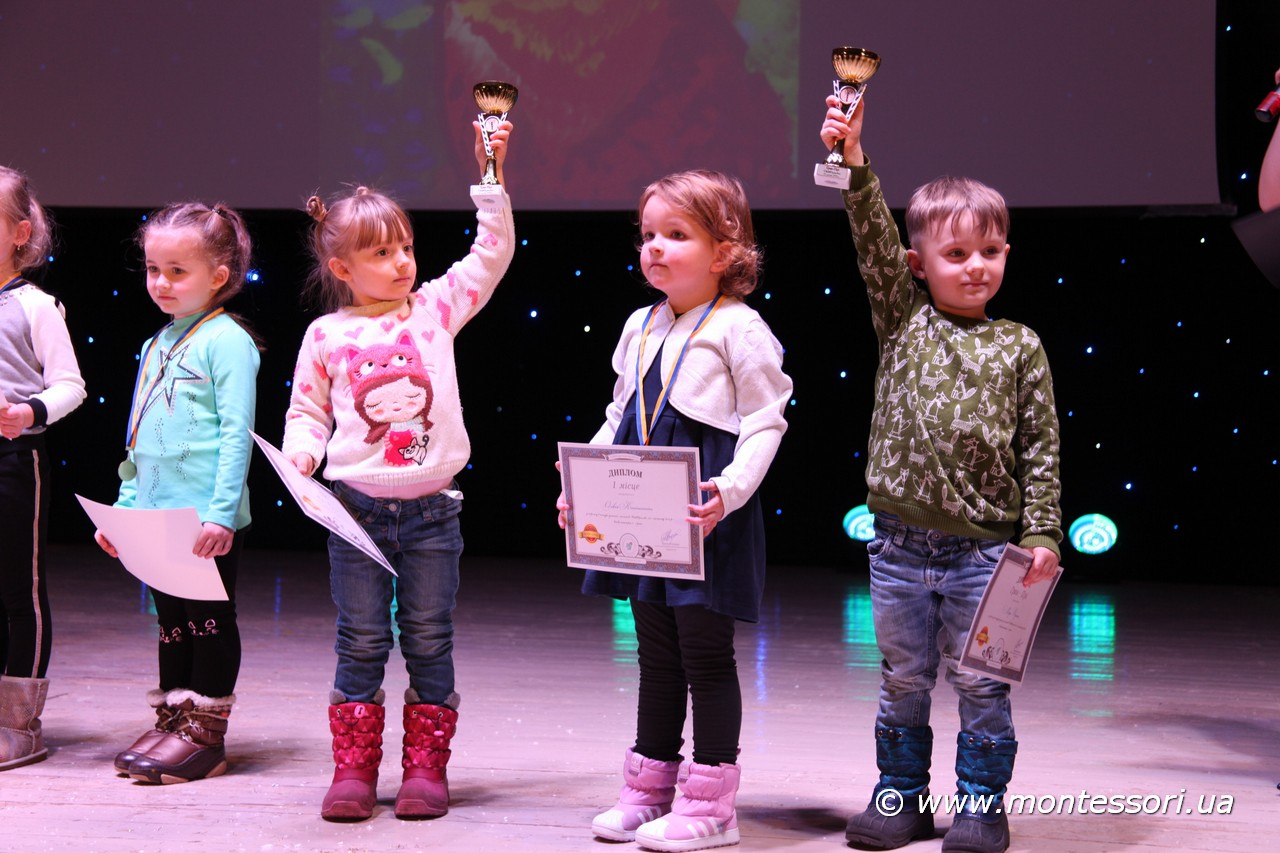
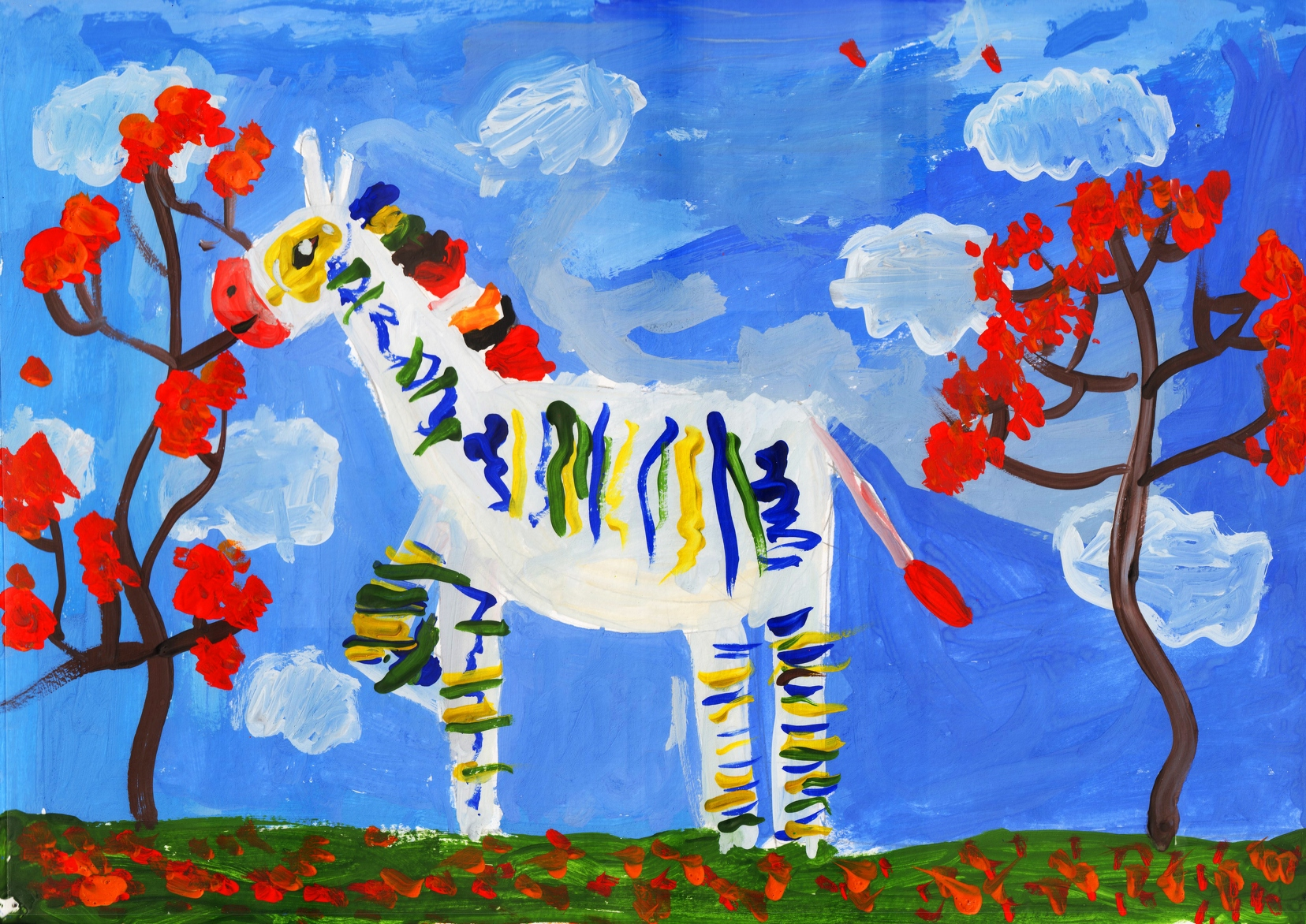
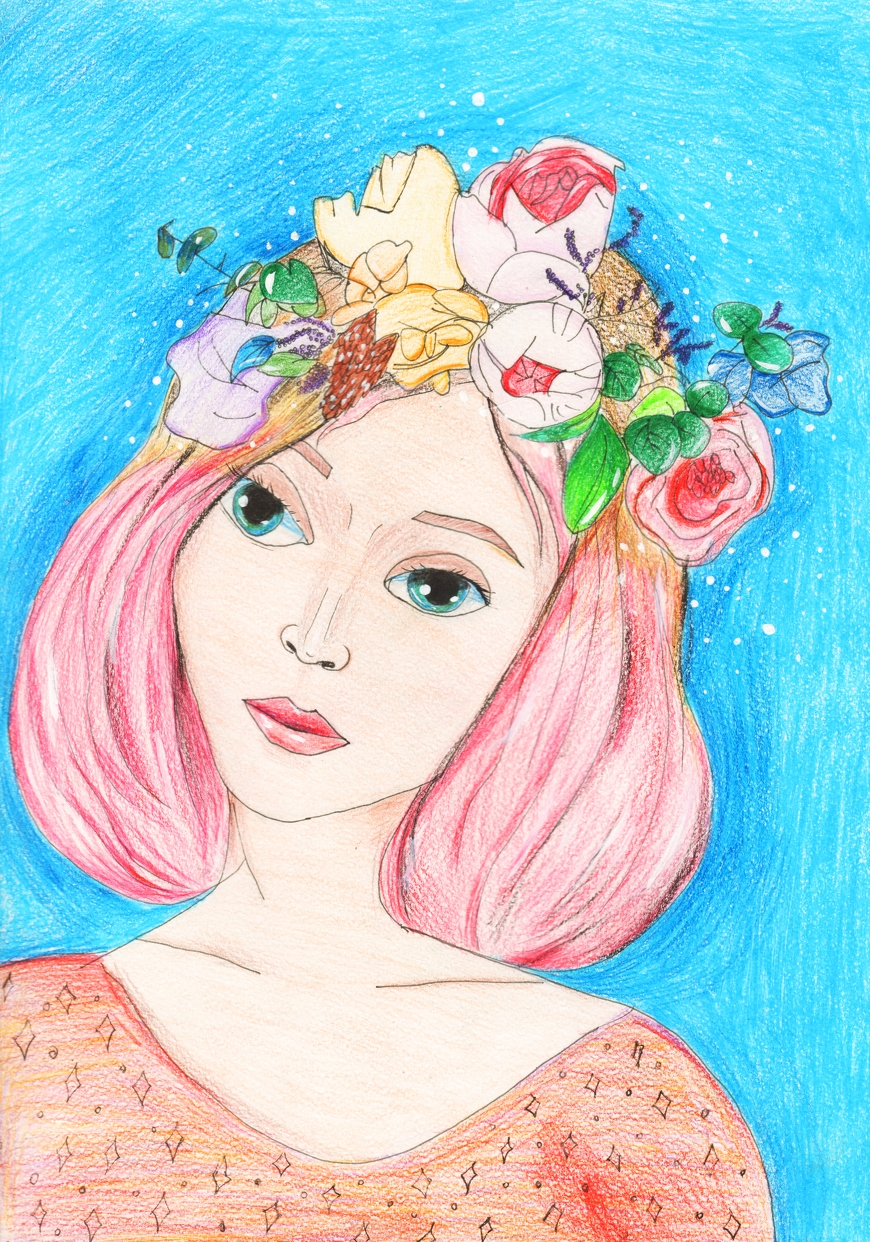
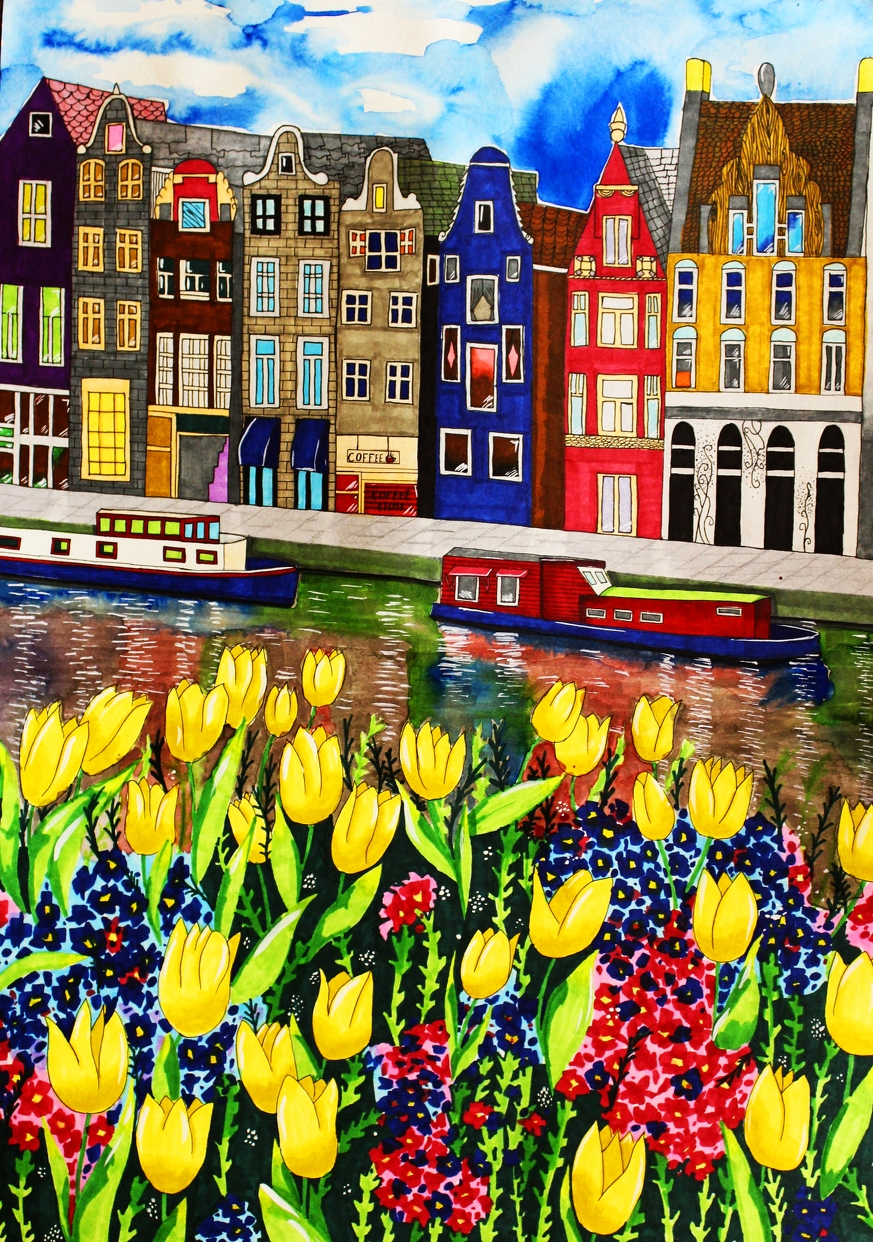
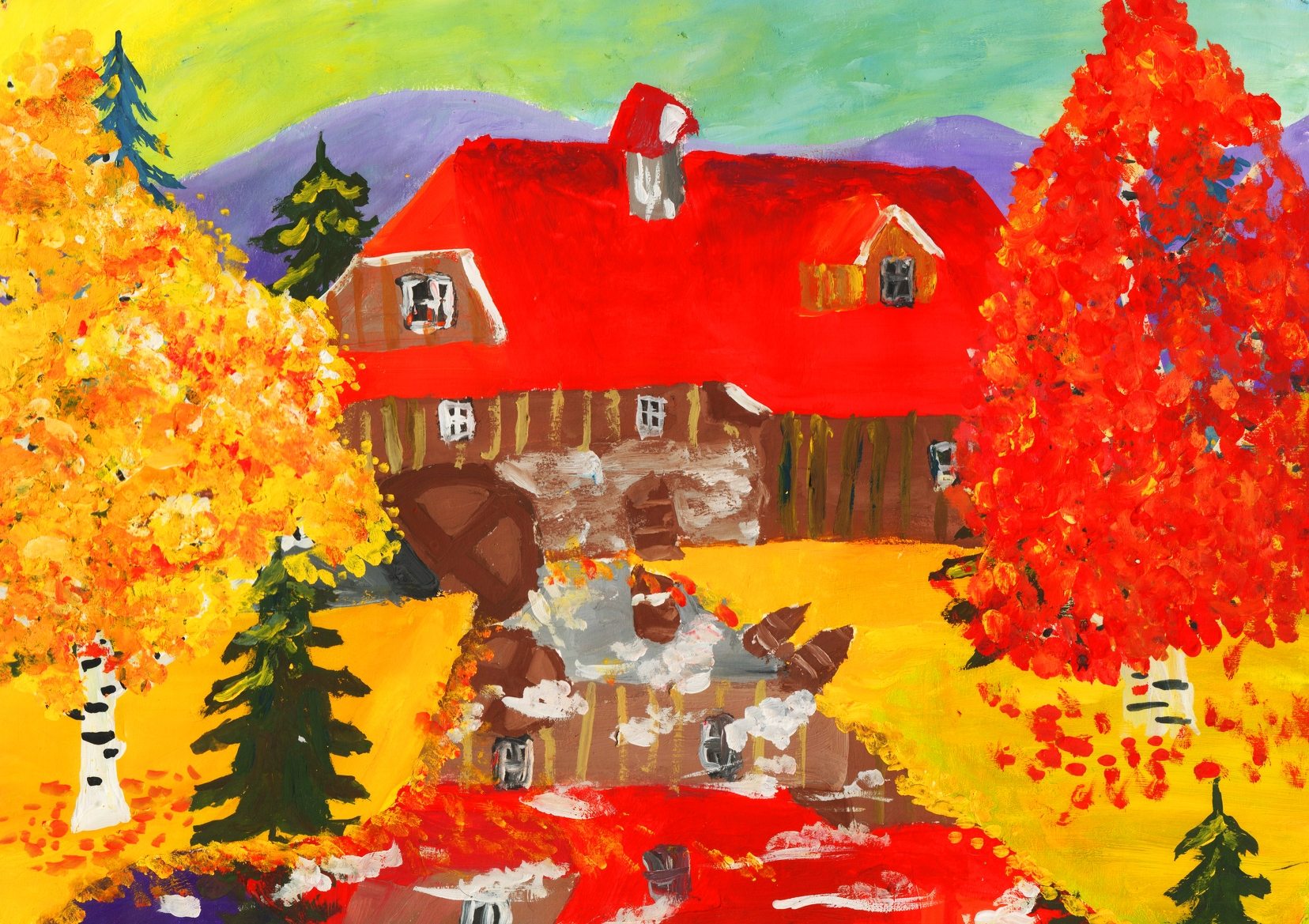
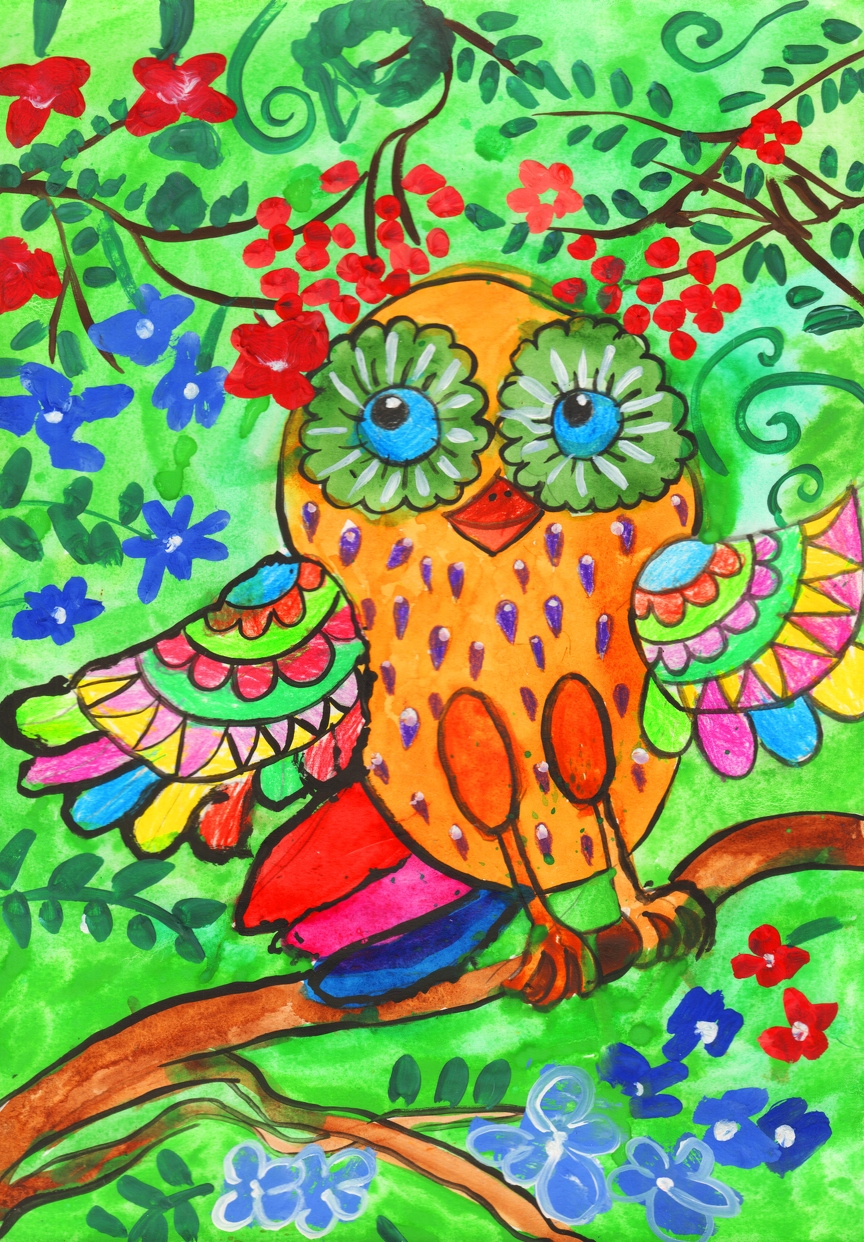
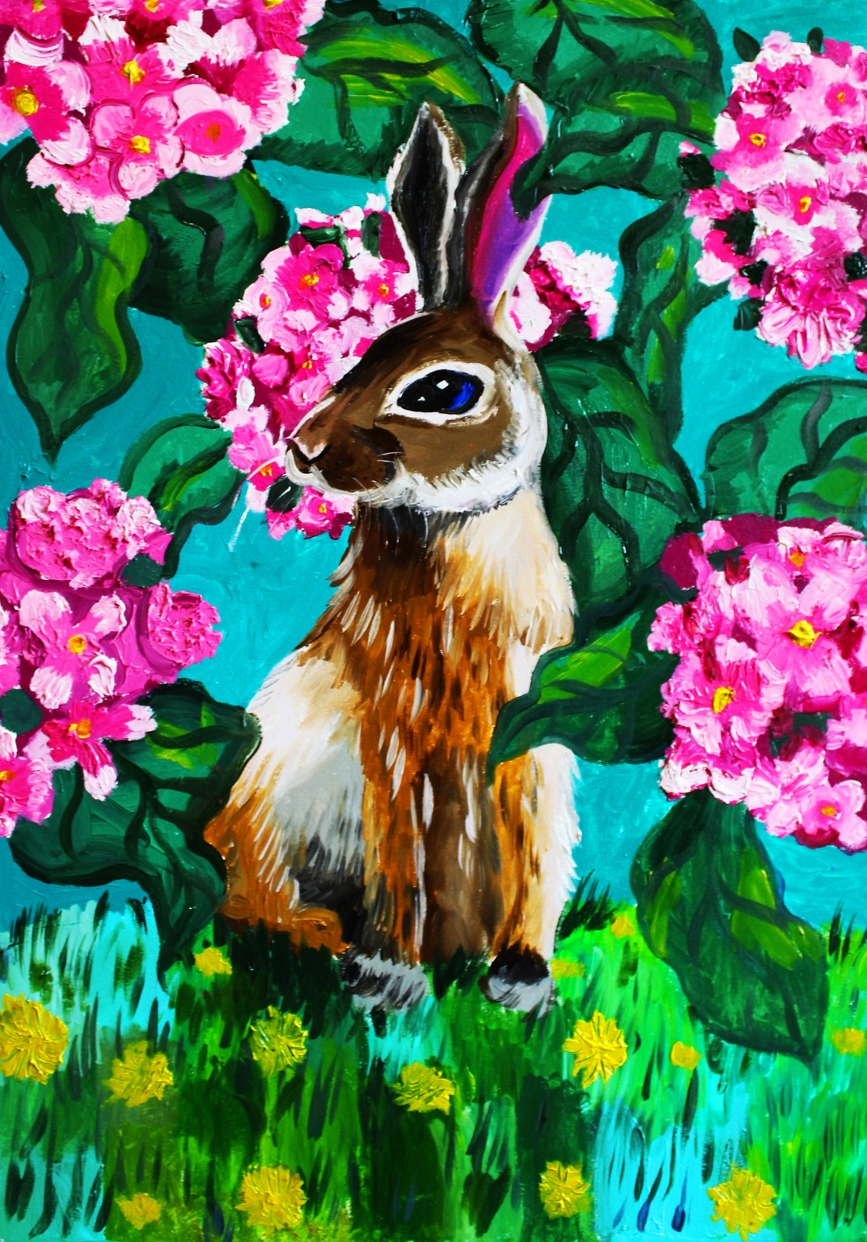
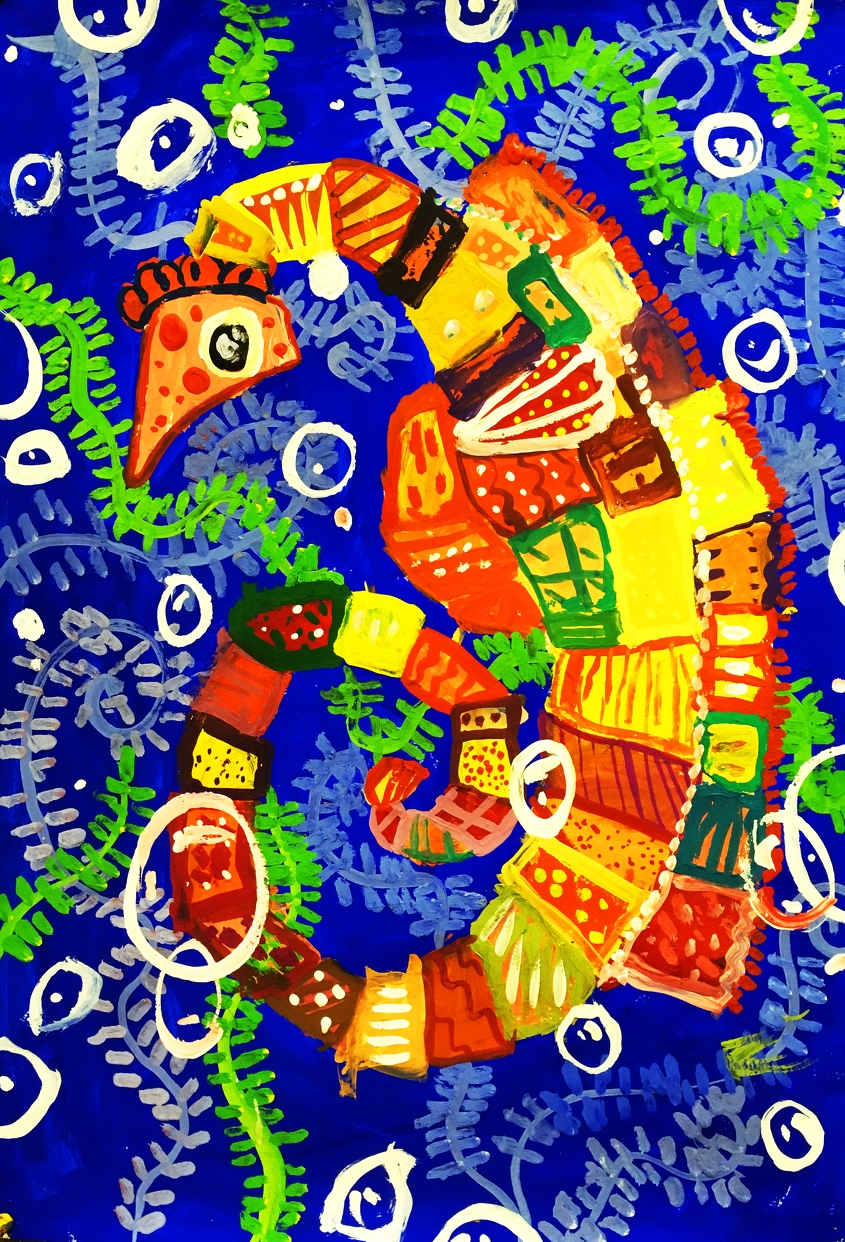

## Організатор
Організатор конкурсу-виставки: громадська організація "Монтессорі центр конкурси"
Голова оргкомітету: Ганна Росенко
Генеральний партнер і спонсор конкурсу-виставки: Міжнародна школа мистецтв "Монтессорі центр"